# Sembach Air Base

i7
i11
i13

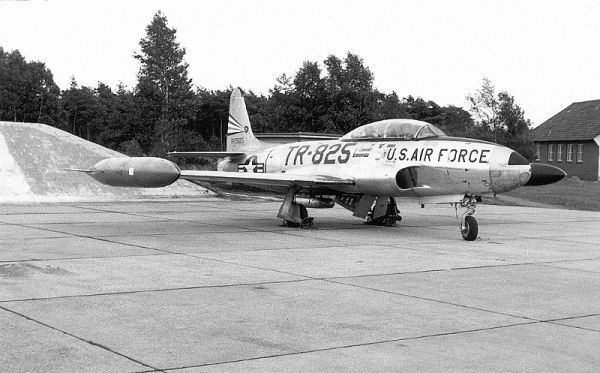
RF-80A der 32nd TRS / 66th TRW in Sembach, 1953

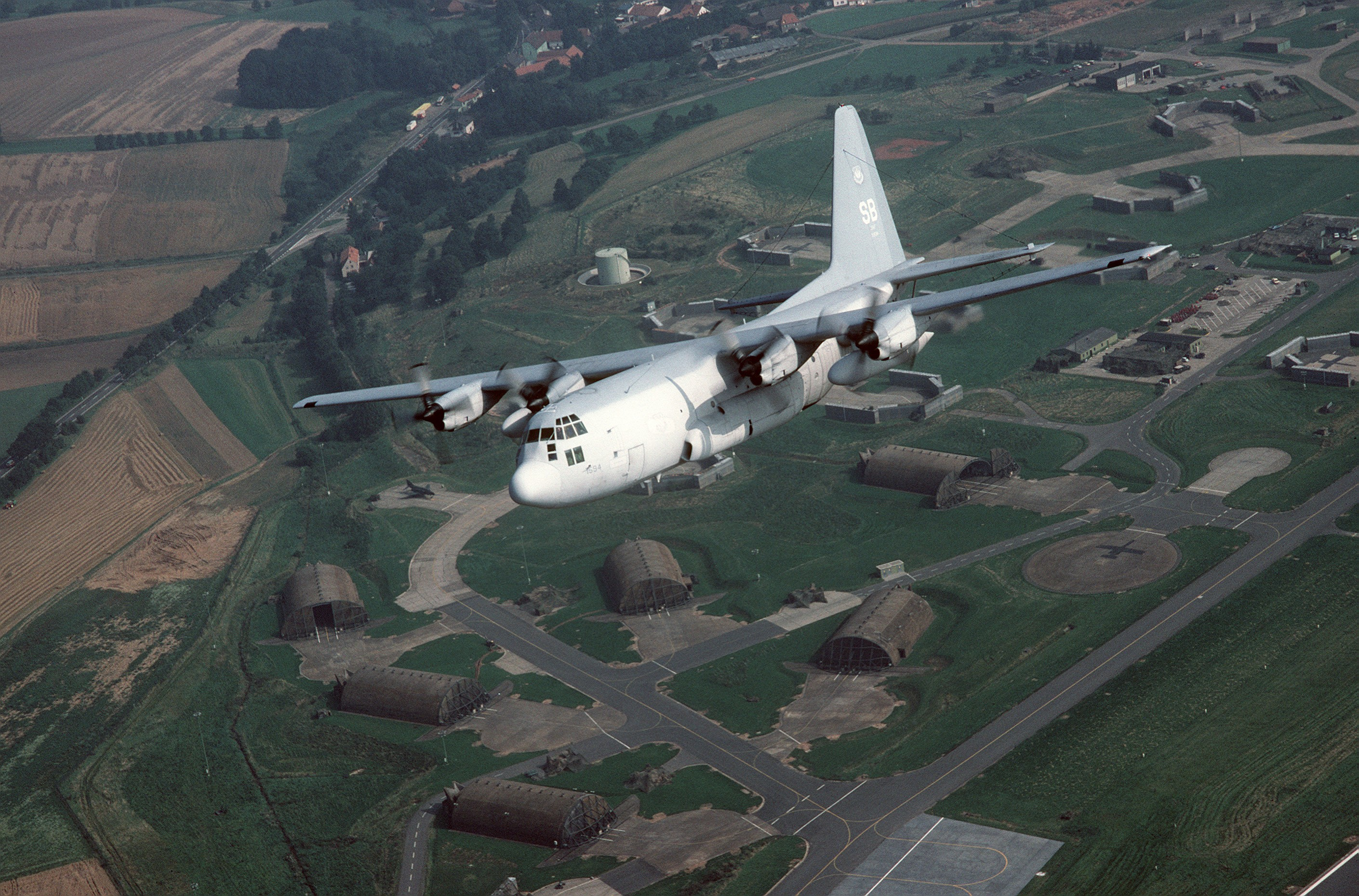
EC-130H der 43rd ECS über Sembach, 1987

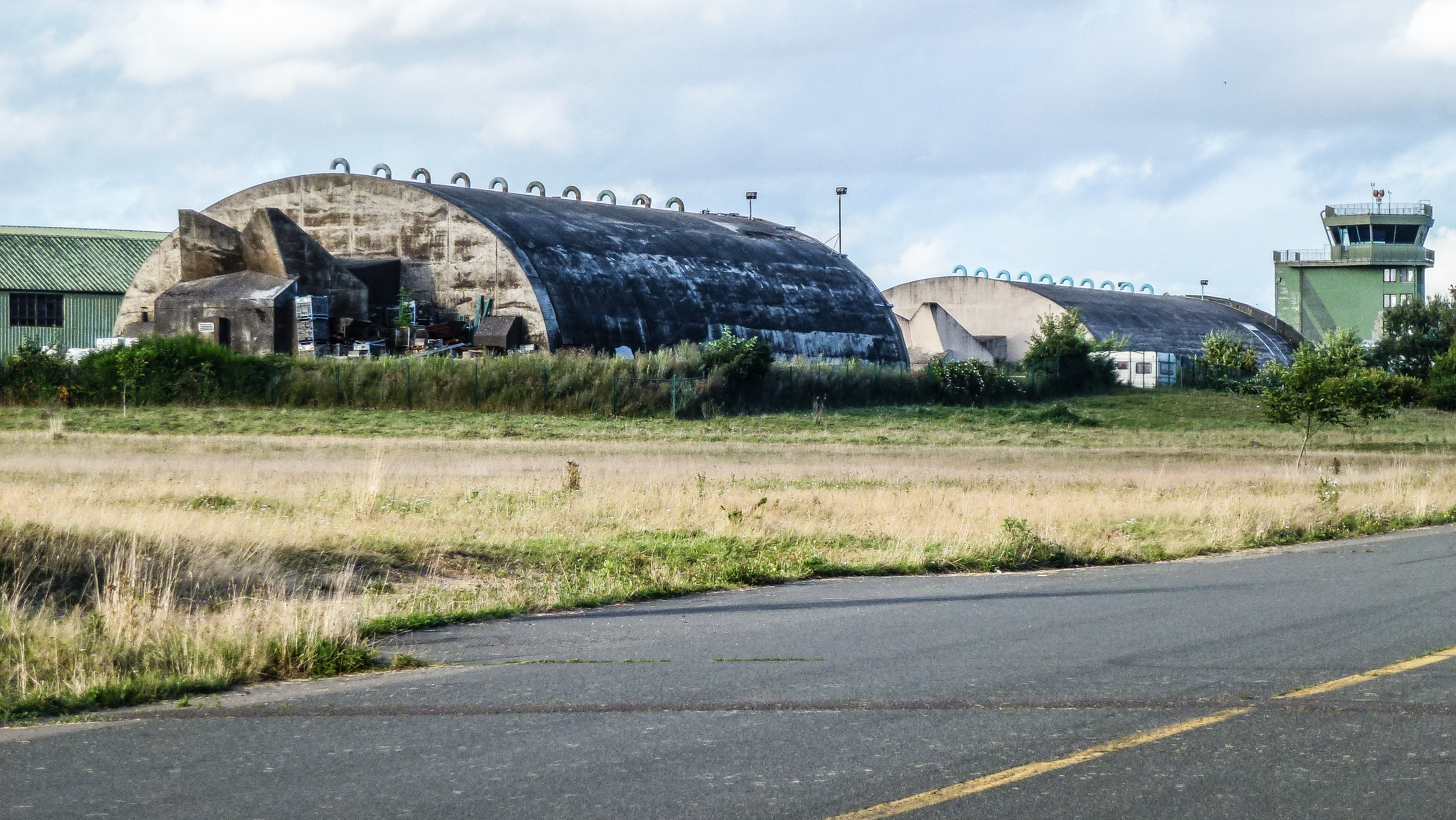
Tower, Flugzeugbunker und ein Teil der Landebahn der ehemaligen Air Base Sembach.

Die Sembach Air Base (kurz: Sembach AB) war ein während des Kalten Krieges verwendeter Militärflugplatz der United States Air Force und beherbergte zeitweise das Hauptquartier der 17. Luftflotte (17th Air Force). Der mittlerweile stillgelegte Flugplatz liegt rund zehn Kilometer nordöstlich von Kaiserslautern bei Sembach in Rheinland-Pfalz. Weiterhin militärisch genutzt wird der nördlich Sembachs gelegene Teil. Die Sembach Kaserne ist ein Standort der United States Army (US Army) für die Flugabwehr.

## Geschichte

### Geschichte der Air Base

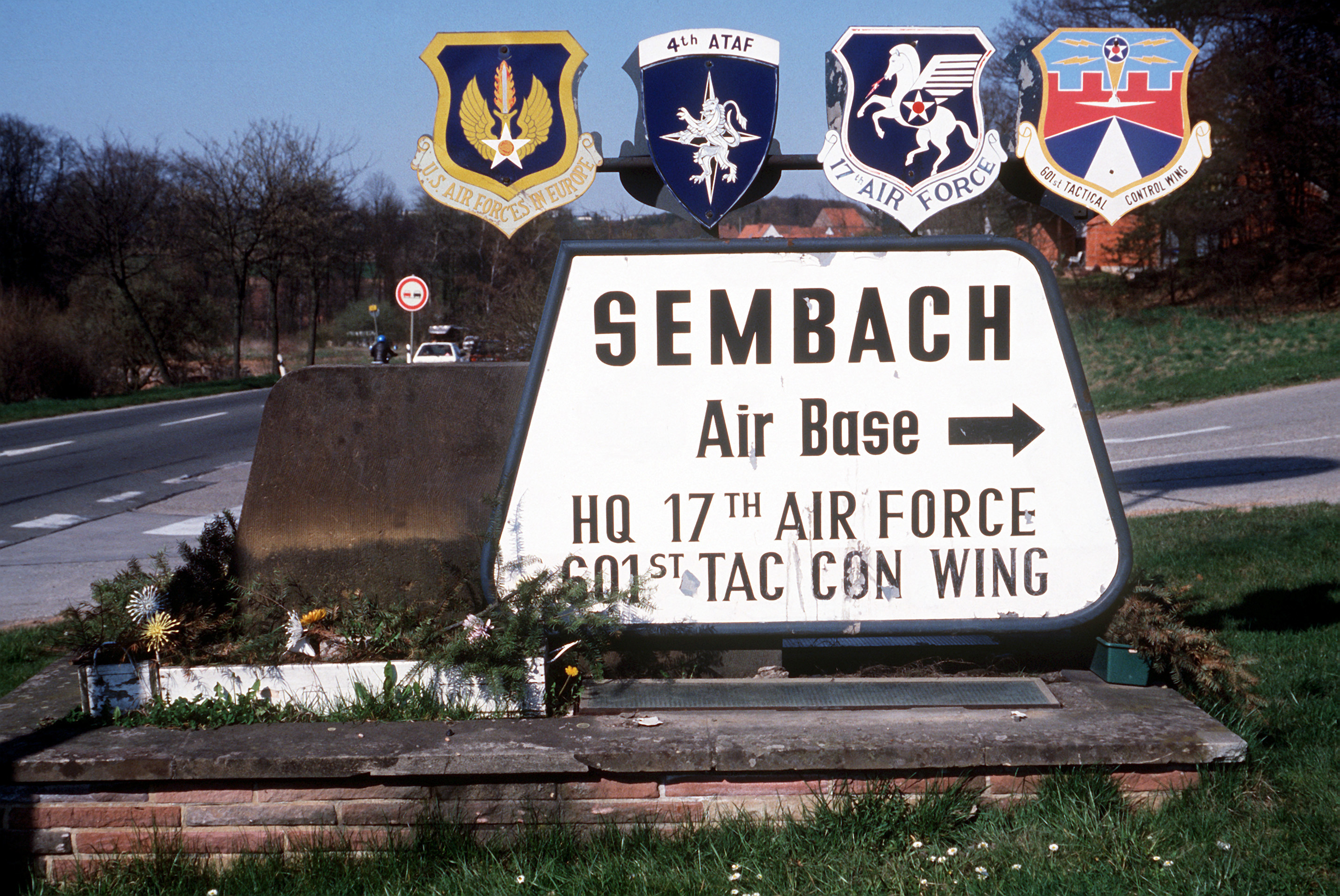
Straßenschild zu Sembach Air Base 1982

Im Zuge der Stationierung ihres Militärs in Deutschland nach dem Zweiten Weltkrieg fiel unter anderem die Wahl auf ein Gelände zwischen den pfälzischen Orten Mehlingen und Sembach, das einem Flugplatz dienen sollte, der den Namen „Sembach Air Base“ erhielt. Die Pläne wurden gegenüber der Öffentlichkeit zunächst geheim gehalten. Seine Errichtung, die insgesamt 240 Hektar in Anspruch nahm, begann im Sommer 1951. Die betroffenen Bauern, deren beanspruchtes Land enteignet wurde, leisteten gegen den Bau Widerstand. Ebenso entstanden als Folge der Bauarbeiten Schäden an den Sembacher Häusern und Straßen. Darüber hinaus sprachen die Dorfbewohner während dieser Zeit von einer Lärmbelästigung. Im Jahr 1953 war der Flughafen fertiggestellt. In unmittelbarer Nachbarschaft entstand auf dem Heuberg die „Housing Area“, die der Unterkunft der stationierten Soldaten und deren Angehörigen diente.
In der Anfangszeit wurden unter anderem 54 Flugzeuge aus South Carolina zum Flugplatz beordert. Ihre Piloten waren hauptsächlich Soldaten, die im Koreakrieg eingesetzt worden waren. Im selben Jahr wurde die Air Base eine von drei Standorten US-amerikanischer Fernlenkwaffengruppen innerhalb Deutschlands.
Da die Start- und Landebahn teilweise uneben war, schränkte dies die Leistungsfähigkeit gegenüber ihrem unweit gelegenen Ramsteiner Pendant ein. Im Jahr 1959 wurde ein Flugunfall vor Ort lediglich knapp vermieden. Im selben Jahr wurde auf dem Flughafen die Marschflugkörper MGM-13 Martin Mace stationiert. Ab 1984 waren die meisten Flugzeuge nicht mehr dauerhaft an der Air Base stationiert. Meist hatte es sich um Schul- und Transportflugzeuge gehandelt.
Eine Ausnahme war im letzten Jahrzehnt des Kalten Kriegs die Stationierung von nominell acht A-10-Erdkampfflugzeugen, die zirka alle zwei Wochen ausgetauscht wurden. Sie bildeten das Detachement 1 (Det. 1) des auf der englischen Doppelbasis RAF Bentwaters/RAF Woodbridge beheimateten 81st Tactical Fighter Wings (81st TFW). Das Det. 1 wurde am 1. April 1978 aktiviert und am 3. Mai 1992 außer Dienst gestellt. Die Rotationen, jeweils ein Drittel einer Staffel, stellte bis Ende 1988 die 510th Tactical Fighter Squadron (510th TFS) und ab Anfang 1989 die 78th TFS, beide aus Bentwaters.
Nach dem Flugtagunglück von Ramstein am 28. August 1988 auf der rund 20 km entfernten Ramstein Air Base landeten die verbliebenen und teilweise beschädigten Flugzeuge der Frecce Tricolori in Sembach, nachdem drei Flugzeuge der Kunstflugstaffel bei einer Kunstflugfigur kollidiert waren und die Landebahn in Ramstein durch Trümmerteile unbenutzbar war. Da in Ramstein von 1989 bis 1994 Umbauarbeiten stattfanden, diente Sembach während dieser Zeit außerdem als Ausweichflughafen.

### Schließung und Folgezeit
Am 30. März 1995 wurde die Air Base geschlossen und das Gelände des Flughafens an die Bundesvermögensverwaltung zurückgegeben. In diesem Zusammenhang fand eine symbolische Schlüsselübergabe  an die damalige Bundesregierung statt. 1998 wurde mit den Baumaßnahmen zur Erschließung und Umwandlung von 226 ha des ehemaligen Flugplatzgeländes in einen Gewerbepark begonnen. Die Gesamterschließungskosten hierfür wurden mit rund 23 Mio. € veranschlagt. Bis Ende 2011 waren etwa 104 ha für eine gewerbliche Folgenutzung vorbereitet.
Als Bestandteil der Planfeststellung musste als landespflegerische Ausgleichsmaßnahme für den Ausbau der Bundesautobahn 63 die ehemalige Piste zurückgebaut und komplett entsiegelt werden.
Die zu der Air Base gehörenden nördlich Sembachs gelegenen Wohnanlagen – die sogenannte „Housing-Area“ –  der Heuberg-Siedlung wurden von der US Air Force weitergenutzt und in Sembach Annex umbenannt. Diese Anlagen liegen aber nicht in der Gemarkung der Gemeinde Sembach, sondern auf den Gemarkungen der Gemeinden Wartenberg-Rohrbach und Münchweiler an der Alsenz und somit im Donnersbergkreis.

## Heutige militärische Nutzung
Am 1. Oktober 2010 wurde die Sembach Annex von der US Air Force an die US Army übertragen, welche diese in „Sembach Kaserne“ umbenannte und nach wie vor als Kaserne nutzt.
Seit 2022 ist Sembach Basis eines neu aufgestellten Brigade-Hauptquartiers der bodengestützten Flugabwehrtruppe. Hierzu wurde die 52nd Air Defense Artillery Brigade reaktiviert.